# Myrmicomimus
Myrmicomimus is een geslacht van wantsen uit de familie van de Miridae (Blindwantsen). Het geslacht werd voor het eerst wetenschappelijk beschreven door Odo Reuter in 1881.

## Soorten
Het genus bevat de volgende soort:

- Myrmicomimus variegatus (A. Costa, 1843)